# Schlumbergera kautskyi
Schlumbergera kautskyi é uma espécie de planta do gênero Schlumbergera e da família Cactaceae. 

## Taxonomia
A espécie foi descrita em 1991 por Nigel Paul Taylor. 

## Forma de vida
É uma espécie epífita e herbácea. 

## Descrição
| Caule    | Caule                   |
| -------- | ----------------------- |
| artículo | aplanado                |
| epiderme | lisa                    |
| formato  | obtriangular/retangular |
| vértice  | crenado/denteado        |

## Conservação
A espécie faz parte da Lista Vermelha das espécies ameaçadas do estado do Espírito Santo, no sudeste do Brasil. A lista foi publicada em 13 de junho de 2005 por intermédio do decreto estadual nº 1.499-R. 

## Distribuição
A espécie é encontrada nos estados brasileiros de Espírito Santo e Minas Gerais. 
A espécie é encontrada no domínio fitogeográfico de Mata Atlântica, em regiões com vegetação de floresta ombrófila pluvial.